# Stavros Mentzos
Stavros Mentzos (griechisch Σταύρος Μέντζος; * 23. März 1930 in Athen; † 16. Mai 2015 in Bad Soden) war ein griechisch-deutscher Psychiater und Psychoanalytiker.

## Leben und Wirken
Stavros Mentzos studierte in seiner Heimatstadt Medizin. Ab 1957 arbeitete er an der Psychiatrischen Universitätsklinik in Hamburg, wo er 1960 promovierte und 1964 Facharzt für Neurologie und Psychiatrie wurde. Mentzos
ging mit seinem Doktorvater Hans-Joachim Bochnik an die Universitätsklinik Frankfurt am Main, wo er drei Jahre später erster Oberarzt war, eine Funktion, die er bis 1971 innehatte. In dieser Zeit im Jahre 1967 habilitierte er sich an der Psychiatrischen Universitätsklinik in Frankfurt am Main.
Eine psychoanalytische Ausbildung schloss er im Jahre 1969 ab. 1971 wurde er zum Universitätsprofessor der Universität Frankfurt am Main berufen und übernahm die Leitung der neu gegründeten Abteilung für Psychotherapie und Psychosomatik an der Psychiatrischen Universitätsklinik. 1995 wurde er emeritiert.
Seine Arbeitsschwerpunkte waren Neurosenlehre, die Dynamik und Therapie von Psychosen und Persönlichkeitsstörungen, die Klassifikation von Persönlichkeitsstörungen sowie psychosoziale Themen. Er war Herausgeber der Schriftenreihe Forum der psychoanalytischen Psychosentherapie und Autor mehrerer Fachbücher.
Mentzos war verheiratet und Vater eines Sohnes.

## Schriften
Als Autor:
- Die Photostimulation im klinischen EEG. Hamburg 1960 (Dissertation, Universität Hamburg, 1960).
- Mischzustände und mischbildhafte phasische Psychosen. Enke, Stuttgart 1967.
- Interpersonale und institutionalisierte Abwehr. Suhrkamp, Frankfurt 1976, ISBN 3-518-07284-6; erweiterte Neuausgabe ebd. 1988, ISBN 3-518-28309-X.
- Hysterie. Zur Psychodynamik unbewusster Inszenierungen. Kindler, München 1980, ISBN 3-463-02212-5; 11. Auflage, Vandenhoeck & Ruprecht, Göttingen 2015, ISBN 978-3-525-46199-0.
- Neurotische Konfliktverarbeitung. Einführung in die psychoanalytische Neurosenlehre unter Berücksichtigung neuer Perspektiven. Kindler, München 1982, ISBN 3-463-02239-7; Fischer-Taschenbuch-Verlag, Frankfurt 1984, ISBN 3-596-42239-6.
- Psychodynamische Modelle in der Psychiatrie. Vandenhoeck & Ruprecht, Göttingen 1991, ISBN 3-525-45727-8.
- Der Krieg und seine psychosozialen Funktionen. Fischer-Taschenbuch-Verlag, Frankfurt 1993, ISBN 3-596-11116-1; Neufassung: Vandenhoeck & Ruprecht, Göttingen 2002, ISBN 3-525-01469-4.
- Depression und Manie. Psychodynamik und Therapie affektiver Störungen. Vandenhoeck & Ruprecht, Göttingen/Zürich 1995, ISBN 3-525-45775-8; 5. Auflage ebd. 2011, ISBN 978-3-525-45775-7.

Als Herausgeber:
- Angstneurose. Psychodynamische und psychotherapeutische Aspekte. Fischer-Taschenbuch-Verlag, Frankfurt 1984, ISBN 3-596-42266-3.
- Psychose und Konflikt. Zur Theorie und Praxis der analytischen Psychotherapie psychotischer Störungen. Vandenhoeck & Ruprecht, Göttingen 1992, ISBN 3-525-45750-2.
- mit Alois Münch: Die Bedeutung des psychosozialen Feldes und der Beziehung für Genese, Psychodynamik, Therapie und Prophylaxe der Psychosen. Vandenhoeck & Ruprecht, Göttingen 2000, ISBN 3-525-45102-4.
- mit Alois Münch: Borderline-Störung und Psychose. Vandenhoeck & Ruprecht, Göttingen 2001, ISBN 3-525-45106-7.
- mit Alois Münch: Psychose und Sucht. Vandenhoeck & Ruprecht, Göttingen 2003, ISBN 3-525-45109-1.
- mit Alois Münch: Psychose und Literatur. Vandenhoeck & Ruprecht, Göttingen 2004, ISBN 3-525-45112-1.
- mit Alois Münch: Psychose im Film. Vandenhoeck & Ruprecht, Göttingen 2006, ISBN 978-3-525-45115-1.
- mit Alois Münch: Britische Konzepte der Psychosentherapie. Vandenhoeck & Ruprecht, Göttingen 2007, ISBN 978-3-525-45119-9.
- Lehrbuch der Psychodynamik. Die Funktion der Dysfunktionalität psychischer Störungen. Vandenhoeck & Ruprecht, Göttingen 2009, ISBN 978-3-525-40123-1.
- mit Alois Münch: Gegenübertragung. Arbeitsprozesse in der psychoanalytischen Psychosentherapie. Vandenhoeck & Ruprecht, Göttingen 2009, ISBN 978-3-525-45122-9.
- mit Alois Münch: Reflexionen zu Aspekten einer Theorie der Psychosen. Vandenhoeck & Ruprecht, Göttingen 2010, ISBN 978-3-525-45238-7.
- mit Dorothea von Haebler und Günter Lempa: Psychosenpsychotherapie im Dialog. Zur Gründung des DDPP. Vandenhoeck & Ruprecht, Göttingen 2011, ISBN 978-3-525-45127-4.
- mit Alois Münch: Das Schöpferische in der Psychose. Vandenhoeck & Ruprecht, Göttingen 2012, ISBN 978-3-525-45236-3.
- mit Alois Münch: Widerstände gegen ein psychodynamisches Verständnis der Psychosen. Vandenhoeck & Ruprecht, Göttingen 2015, ISBN 978-3-525-45236-3.